# The Elder Scrolls III: Tribunal
RPG fantasy hra The Elder Scrolls III: Tribunal je první ze dvou datadisků The Elder Scrolls III: Morrowind. Vydala ji v roce 2002 společnost Bethesda Softworks.

## Místopis
Tribunal se z větší části odehrává v hlavním městě Morrowindu Mournholdu. Toto město se skládá z Náměstí Brindisi Dorom, Great Bazaar, Godsreach, Královského paláce, Chrámu a rozsáhlých Stok. Z města není možné odejít městskými branami nebo například použít kouzlo levitace a odletět. Jedinou možností je teleport do pevnosti Ebonheart.
V průběhu hlavní linie je nutné navštívit město Clockwork City, které je složeno z mnoha vnitřních chodeb a místností.

## Příběh
Na začátku hry je hráč napaden zabijákem Temného bratrstva. Hráč bude odkázán do pevnosti Ebonhearth, odkud je magií přepraven do Mournholdu, hlavního města Morrowindu a domova falešné bohyně Almalexie. Bude poslán splnit pár úkolů pro korunu. Poté, co vypátrá doupě Temného bratrstva, zjistí, že si jeho vraždu objednal král Helseth. Král se omluví a po záchraně života jeho matky královny Barenziah hráče pošle za samotnou Almalexií. Ta se domnívá, že hráč je vtělením jejího milence Nerevara, a proto si myslí, že by měl mít meč Pravdoplamen (Trueflame), který byl rozdělen na tři kusy. Po jeho obnovení se hráč dozví, že podle Almalexiíných vizí je jeden ze zbývajících falešných bohů Sotha Sil šílený a chce zničit celý svět. Bohyně tedy hráče pošle do města Clockwork City, kde sice Sotha Sila najde, ale již mrtvého. Když se zjeví Almalexia, je jasné, že tím šílencem je ona a také že ona zabila Sotha Sila. Po její smrti je hlavní linie Tribunálu hotova.